# Steinkirchen (Oberbayern)

Steinkirchen er en kommune i Landkreis Erding i Regierungsbezirk Oberbayern i den tyske delstat Bayern. Den er en del af Verwaltungsgemeinschaft Steinkirchen.

## Geografi
Steinkirchen ligger i det bakke- og skovrige landskab Holzland i den østlige del af Landkreis Erding cirka 15 km nordvest for Dorfen, 24 km syd for Landshut og 14 km fra både Moosburg an der Isar og Erding. Kommunen ligger i indflyvningszonen øst for Flughafen München.